# Echichens
Echichens − miejscowość i gmina (commune) w zachodniej Szwajcarii, w kantonie Vaud, w okręgu (district) Morges. Leży nad rzeką Morges. 1 lipca 2011 do gminy przyłączono gminy Colombier, Monnaz i Saint-Saphorin-sur-Morges.

## Demografia
W Echichens mieszka 3208 osób. W 2022 roku 21% populacji gminy stanowiły osoby urodzone poza Szwajcarią.

## Transport
Przez teren gminy przebiega droga główna nr 124. 